# Ingaí
Ingaí là một đô thị thuộc bang Minas Gerais, Brasil. Đô thị này có diện tích 305,005 km², dân số năm 2007 là 2496 người, mật độ 8,4 người/km².